# Adriana Ugarte
Adriana Sofía Ugarte Pardal (Madrid, 1985. január 17. –) spanyol színésznő.
Főbb szerepei közé tartozik Sara, akit a Mala espina című rövidfilmben keltett életre; Victoria Márquez de la Vega, akit a La Señora című sorozatban alakított; illetve Sira Quiroga varrónő – mely egy díjnyertes alakítás –, akivel az Öltések közt az idő című sorozatban találkozhattak a tévénézők. Adriana Ugarte jelenleg a legsikeresebb színésznők egyike Spanyolországban.

## Életrajz

### A kezdetek
Adriana Ugarte 1985. január 17-én látta meg a napvilágot Madridban; Eduardo Ugarte, spanyol író, forgatókönyvíró és filmrendező unokájaként. Édesanyja ügyvédként, édesapja pedig bíróként tevékenykedik, csakúgy, mint bátyja, Luis. Ötévesen autóbalesetet szenvedett, melynek következtében egy kis heg maradt az állán. Tanulmányait a madridi Nuestra Señora del Pilar nevű iskolában folytatta. Öt-hatéves korában fordult meg először a fejében, hogy színésznő lesz.
2001-ben, 16 évesen a Mala espina című rövidfilmben mutatkozott be, melyet Belén Macías rendezett. Majd díjat nyert Alcalá de Henaresben, a "Festival de cortoson". Ugarte, aki összeegyeztette a színházi előadásokat és a táncot a Bölcsészettudományi Karon folytatott tanulmányaival, olyan sorozatokban tűnt fel, mint például a Policías, en el corazón de la calle (2002), a Hospital Central (2002-2011), vagy a Diminutos del calvario című rövidfilm (2002).
2003-ban az El pantano című sorozatban is szerepet vállalt; majd az El secreto del héroe című filmsorozatban lehetett viszontlátni a fiatal színésznőt. 2006-ban, 21 évesen a Santi Amodeo rendezte Cabeza de perro című drámai filmben – melyben Consuelót keltette életre – nyújtott alakításáért jelölték, mint a legjobb női főszereplőt. Ebben az évben két másik sorozatban is feltűnt: az El comisarióban, és a Mesa para cincóban.

### La Señora és további mozifilmek
Két évvel később, 2008-ban, amikor a La Señora című drámai tévéfilmsorozat és Ugarte – aki a főszereplőt, Victoria Márquezt játszotta – debütált, nagy népszerűséget szereztek: több mint 4 millió nézőt szegeztek a képernyők elé. Ugyanebben az évben az El juego del ahorcado (Hulla a múltban) című drámai mozifilmben szerepelt Clara Lago és Álvaro Cervantes oldalán, amely egy Inma Turbau regényén alapuló filmadaptáció. Magyarországon 2011-ben került a televízióadókhoz az alkotás. Illetve a Juan Cavestany által rendezett Gente de mala calidad című spanyol vígjátékban, valamint a Belén Macías által rendezett El patio de mi cárcel (A börtön udvarán) című drámai filmben játszott el egy-egy szerepet. A magyarországi TV-premier szintén 2011-ben volt. A 2008-as Estocolmo (Stockholm) című rövidfilmben pedig Sol szerepét kapta meg.
2009-ben a Salvador García Ruiz rendezte Castillos de cartón című mozifilm következett, melyben Maria Josét játszotta Nilo Mur és Biel Durán társaságában. 2011-ben pedig Hugo Silva, spanyol színész oldalán tűnt fel a Lo contrario al amor című vígjátékban, mint Merce. Később a Lo mejor de Eva című spanyol thrillerben (2011) mutatta meg magát. Majd a Niños robados című minisorozatban – amelyben Susanát formálta meg – láthatta viszont a nagyérdemű a színésznőt 2013-ban. Több mint 4 millió néző követte nyomon a sorozatot. Ezt követően a Combustión című akciófilmben játszotta el Arit, aki a történet szerint egy rablóbanda tagja. Ugarte egy erotikus jelenetet is bevállalt filmbéli partnerével, Álex Gonzálezzel, akivel később romantikus kapcsolatba bonyolódott. Valamint a Gente en sitios című drámában (2013) is feltűnt.

### 2011 – 2013: Öltések közt az idő
Ugyanebben az évben – 2 évvel a forgatás után – bemutatták az El tiempo entre costuras (Öltések közt az idő) című drámai, romantikus sorozatot, mely a spanyol írónő, María Dueñas 2009-es azonos című regénye alapján készült. A sorozat igen nagy sikert aratott a nézőközönség körében, emellett a kritikusok is sorra dicsérték a színésznőt a sorozatban nyújtott kiemelkedő teljesítményéért. Az alkotás nagy népszerűségnek örvendett Spanyolországban, ahol 2013. október 21. és 2014. január 20. között volt látható az Antena 3 csatornán. Több mint 5 millió nézőt szegezett a képernyők elé. Mindemellett számos más helyre is eljutott az alkotás: Olaszországba, Portugáliába, Chilébe, Horvátországba, a Fülöp-szigetekre, Litvániába, Nigériába, valamint Magyarországra, ahol 2015. január 9-én került adásba, és az M1-es csatorna tűzte képernyőre.
A sorozatban Ugarte a varrónő Sira Quiroga életét elevenítette meg a vásznon. Kezdetben az 1930-as évek elején, Madridban járunk. Később a második világháború és a spanyol polgárháború kellős közepére kalauzolta a nézőket a történet.

### 2014 – napjainkig
2014-ben a Tiempo sin aire című filmben Vero szerepébe bújt bele a színésznő; 2015-ben pedig az Habitaciones cerradas című drámai minisorozatban volt látható. Ugyanebben évben a La sonrisa de las mariposas című sorozatot is képernyőre tűzték, melyben Ugarte is viszontlátható. 2015 december elején pedig a Palmeras en la nieve című Fernando González Molina által rendezett film került bemutatásra Spanyolországban. Az alkotás Luz Gabás regényírónő azonos című műve alapján készült. A fiatal színésznő Clarence szerepét öltötte magára.

## Filmográfia

### Film
| Év   | Magyar cím               | Eredeti cím                             | Szerep            | Magyar hang       |
| ---- | ------------------------ | --------------------------------------- | ----------------- | ----------------- |
| 2001 |                          | Mala espina (rövidfilm)                 | Sara              |                   |
| 2002 |                          | Diminutos del calvario (rövidfilm)      | Doncella          |                   |
| 2006 |                          | Cabeza de perro                         | Consuelo          |                   |
| 2008 |                          | Gente de mala calidad                   | Eva               |                   |
| 2008 | A börtön udvarán         | El patio de mi cárcel                   | Alejandra         |                   |
| 2008 | Hulla a múltban          | El juego del ahorcado                   | Olga              |                   |
| 2008 |                          | Estocolmo (rövidfilm)                   | Sol               |                   |
| 2009 |                          | Castillos de cartón                     | Maria José        |                   |
| 2011 |                          | Lo contrario al amor                    | Merce             |                   |
| 2011 |                          | Lo mejor de Eva                         | Marta             |                   |
| 2013 |                          | Gente en sitios                         | ismeretlen szerep |                   |
| 2013 |                          | Combustión                              | Ari               |                   |
| 2015 | Lélekszakadva            | Tiempo sin aire                         | Vero              | Sipos Eszter Anna |
| 2015 | Pálmafák a hóban         | Palmeras en la nieve                    | Clarence          |                   |
| 2016 | Julieta                  | Julieta                                 | Julieta           | Sodró Eliza       |
| 2017 |                          | El sistema solar                        | Inés              |                   |
| 2017 | Tad, az utolsó felfedező | Tadeo Jones 2: El secreto del rey Midas | Tiffany (hangja)  | Vadász Bea        |
| 2018 |                          | Amoureux de ma femme                    | Emma              |                   |
| 2018 | Káprázat                 | Durante la tormenta                     | Vera Roy          |                   |
| 2023 | Veszett farkass          | Lobo feroz                              | Matilde           |                   |

### Televízió
| Év        | Magyar cím          | Eredeti cím                         | Szerep                                    | Megjegyzések           |
| --------- | ------------------- | ----------------------------------- | ----------------------------------------- | ---------------------- |
| 2002      |                     | Policías, en el corazón de la calle | Olga Luna                                 | 2 epizód               |
| 2002–2011 |                     | Hospital Central                    | Adriana / Nerea / Dr. Natalia of the Hoyo | 8 epizód               |
| 2003      |                     | El pantano                          | Chica ouija                               | 1 epizód               |
| 2003      |                     | El secreto del héroe                | Olivia                                    | tévéfilm               |
| 2006      |                     | Mesa para cinco                     | Julia                                     | 7 epizód               |
| 2006      |                     | El comisario                        | ismeretlen szerep                         | 1 epizód               |
| 2008–2010 |                     | La Señora                           | Victoria Márquez de la Vega               | 39 epizód              |
| 2013      |                     | Niños robados                       | Susana                                    | minisorozat (2 epizód) |
| 2013–2014 | Öltések közt az idő | El tiempo entre costuras            | Sira Quiroga Martín / Arish Agoriuq       | 11 epizód              |
| 2015      |                     | Habitaciones cerradas               | Teresa Brusés                             | minisorozat (2 epizód) |
| 2019–2021 |                     | Hache                               | Helena                                    | 14 epizód              |
| 2021      | Európa a jövőben    | Tribes of Europa                    | Alia                                      | 1 epizód               |
| 2021      |                     | Parot                               | Isabel Mora                               | főszereplő (10 epizód) |
| 2022      |                     | Heridas                             | Manuela León Escudero                     | főszereplő (13 epizód) |

## Színház
- 2005: La casa de Bernarda Alba – Adela
- 2013: El gran teatro del mundo